# Königliche Union der Belgischen Funkamateure
Die Union Royale Belge des Amateurs-Emetteurs (frz.), Koninklijke Unie van de Belgische Zendamateurs (ndl.) oder Königliche Union der Belgischen Funkamateure (dt.) (kurz: UBA) ist die nationale Vereinigung der Funkamateure in Belgien.
Gegründet wurde die Union im Jahr 1947 durch Zusammenschluss des wallonischen und flandrischen Verbandes. Zweck der UBA ist die Praxis des Amateurfunks und die dazugehörige Erforschung der Hochfrequenztechnik zu fördern. Zu den Mitgliederaktivitäten gehören Amateurfunkwettbewerbe, Aktionen wie SOTA und „DXpeditionen“, sowie Sende- und Empfangstechnik, Testberichte und Bauanleitungen zu Antennen.
Die UBA ist Mitglied in der International Amateur Radio Union (IARU Region 1), der internationalen Vereinigung von Amateurfunkverbänden, und vertritt dort die Interessen der belgischen Funkamateure.